# Недвиговское сельское поселение
Недвиговское сельское поселение — муниципальное образование в Мясниковском районе Ростовской области. 
Административный центр поселения — хутор Недвиговка.

## Административное устройство
В состав Недвиговского сельского поселения входят:
- хутор Недвиговка,
- хутор Весёлый,
- хутор Хапры,
- посёлок Щедрый.

## Население
| 2010  | 2012  | 2013  | 2014  | 2015  | 2016  | 2017  |
| ----- | ----- | ----- | ----- | ----- | ----- | ----- |
| 4605  | ↗4639 | ↗4705 | ↗4768 | ↗4893 | ↗4928 | ↗5031 |
| 2018  | 2019  | 2020  | 2021  |       |       |       |
| ↗5103 | ↗5110 | ↗5128 | ↗5185 |       |       |       |

## Археология
- На территории Недвиговки находится один из интереснейших в нашей стране археологических памятников античной цивилизации, самого северного древнегреческого поселения — Танаиса, которое в настоящее время является составной часть археологического музея-заповедника «Танаис».
- В урочище Каменная балка находятся памятники археологии — стоянки людей верхнего палеолита[12].